# پتار سویرن
پتار سویرن (کرواتی: Petar Cvirn؛ زادهٔ ۱ سپتامبر ۱۹۸۶) بازیگر اهل کرواسی است. وی از سال ۲۰۰۲ میلادی تاکنون مشغول فعالیت بوده‌است.